# بوقرون (ارفالة)
بوقرون هي إحدى مشيخات المملكة المغربية، تتبع جغرافيا لإقليم أزيلال وإداريًا لارفالة. يقدر عدد سكانها بـ 2340 نسمة حسب الإحصاء الرسمي للسكان والسكنى لسنة 2004.